# سمارة ويفنغ
سمارة ويفينغ (مواليد 23 فبراير 1992) هي ممثلة وعارضة أزياء أسترالية.

## حياتها المبكرة
ولدت ويفينغ في أديلايد في 23 فبراير 1992 ،  لأب إنجليزي وأم مالطية .  نشأت في سنغافورة وفيجي وإندونيسيا .  والدها، سيمون ويفينغ ، صانع أفلام ومحاضر في جامعة نيوكاسل في نيوكاسل ، نيو ساوث ويلز ،  وكذلك المدير الفني لمهرجان كانبرا السينمائي الدولي . والدتها ، هيلينا بيزينا ، هي معالجة بالفن تُدرّس دراسات المتحف في جامعة نيوكاسل. أختها الصغرى ، مورغان ، هي أيضا ممثلة. عمهم هو الممثل هوغو ويفينغ . 

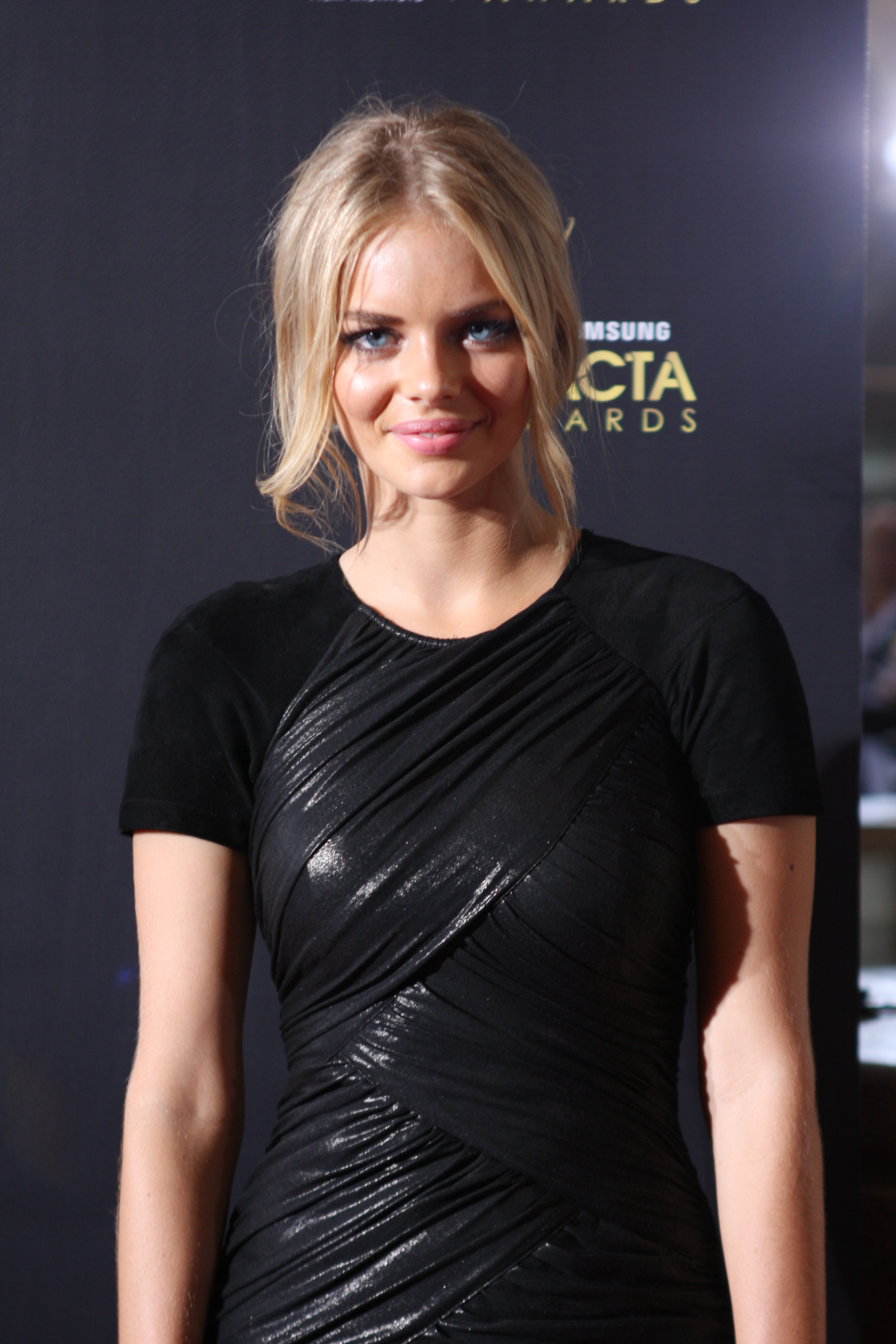
ويفينغ في حفل توزيع جوائز AACTA في يناير 2012

## فيلموغرافيا

### الأفلام
| عام  | عنوان                                   | وظيفة                          | ملاحظات                       |
| ---- | --------------------------------------- | ------------------------------ | ----------------------------- |
| 2009 | سبرونغ                                  | فران                           | فيلم قصير                     |
| 2009 | خطوات                                   | نفسها                          | فيلم قصير أيضا المخرج والكاتب |
| 2013 | الطريق الغامض                           | بيجي                           |                               |
| 2014 | تزايد الشباب                            | المنك                          | فيلم قصير                     |
| 2014 | فليكس أوف 2014                          | نفسها                          | وثائقي                        |
| 2015 | من يملك كل شيء                          | سيرينا                         | فيلم قصير                     |
| 2016 | فتاة سيئة                               | كلوي بوكانان / جيسيكا كوبر     |                               |
| 2016 | شاحنات الوحش                            | بريان                          |                               |
| 2017 | الفوضى                                  | ميلاني كروس                    |                               |
| 2017 | ثلاث لوحات إعلانية خارج إيبينج ، ميسوري | بينيلوبي                       |                               |
| 2017 | جليسة اطفال                             | نحلة                           |                               |
| 2019 | مستعد أم لا                             | جريس لو دوماس                  |                               |
| 2019 | غانز أكيمبو                             | لا شىء                         |                               |
| 2020 | 100٪ ذئب                                | باتي (صوت)                     |                               |
| 2020 | آخر لحظة من الوضوح                      | جورجيا أوتربريدج / لورين كليرك |                               |
| 2020 | بيل وتيد يواجهان الموسيقى               | ثيا بريستون                    |                               |
| 2020 | جليسة الأطفال: الملكة القاتلة           | نحلة                           |                               |
| 2021 | عيون الأفعى                             | شانا اوهارا / سكارليت          |                               |
| 2022 | السايس                                  |                                |                               |
| 2022 | بابل                                    |                                |                               |
| 2023 | صرخة 6                                  |                                |                               |

### مسلسلات
| عام       | عنوان                   | الدور          | ملاحظات     |
| --------- | ----------------------- | -------------- | ----------- |
| 2008      | دونما سابق إنذار        | كيرستن مولروني | دور رئيسي   |
| 2009-2013 | ذهابا وايابا            | إندي ووكر      | دور رئيسي   |
| 2011      | جوائز AACTA الأولى      | نفسها / مقدم   | تلفزيون خاص |
| 2015      | الأولاد السنجاب         | كيلي           | سلسلة ويب   |
| 2015-2016 | الرماد مقابل الشر الميت | هيذر           | دور متكرر   |
| 2017-2019 | ابتسامة                 | نيلسون روز     | دور رئيسي   |
| 2018      | نزهة في Hanging Rock    | ايرما ليوبولد  | دور رئيسي   |
| 2020      | هوليوود                 | كلير وود       | دور رئيسي   |
| 2021      | تسعة غرباء تماما        | جيسيكا         | دور رئيسي   |

### الفيديوهات الموسيقية
| عام  | أغنية      | فنان       | وظيفة | ملاحظات |
| ---- | ---------- | ---------- | ----- | ------- |
| 2017 | " انتباه " | تشارلي بوث |       |         |

## روابط خارجية
- سمارة ويفنغ في قاعدة بيانات الأفلام على الإنترنت
- النشرة الإخبارية لقواعد النحو للفتيات في كانبرا تعلن عن دور سمارا نسخة محفوظة 12 مايو 2013 على موقع واي باك مشين.
- سمارة النسيج على TVSA